# Atoom (logica)
Een atoom of atomaire formule in de logica is een logische formule waarin geen logische operatoren voorkomen. Vaak worden atomen in de propositielogica aangeduid met {\displaystyle p,\ q} en {\displaystyle r} of met {\displaystyle A,\ B} en {\displaystyle C}. Een voorbeeld van een atoom in de propositielogica is:
{\displaystyle p}
De volgende formule uit de propositielogica is geen atoom, want hij is opgebouwd uit atomen {\displaystyle p} en {\displaystyle q} en de logische operatoren {\displaystyle \leftrightarrow } (desda) en {\displaystyle \neg } (negatie):
{\displaystyle p\leftrightarrow \neg q}
In de predicatenlogica zien atomen er iets complexer uit. Hier bestaat een atomaire formule uit een predicaatletter, meestal geschreven met een hoofdletter, en {\displaystyle k} bijbehorende termen. Een voorbeeld hiervan is:
{\displaystyle P(t_{1},\ldots ,t_{k})}
Een literaal is een atomaire formule of de negatie ervan.